# 赞我天父歌
《赞我天父歌》或依歌词首句译作《赞美我天父》，是一首基督教赞美诗。该诗的词为William P. Mackay作于1863年的一次祈祷会中，4年后修订。原词副歌末句依据哈巴谷书3:2写成，原诗名为“使我复兴”。1875年Ira Sankey出版的福音诗歌集中收录该诗，曲谱由John J. Husband所作。